# Soyuz 17
Soyuz 17 fue una misión de una nave Soyuz 7K-T lanzada el 11 de enero de 1975 desde el cosmódromo de Baikonur con dos cosmonautas a bordo.
Soyuz 17 se acopló con la estación espacial Salyut 4 para realizar diversos experimentos, principalmente relacionados con observaciones astrofísicas. Al llegar a la estación los cosmonautas descubrieron que el espejo principal del telescopio solar a bordo de la estación había sido dañado por la exposición directa a los rayos solares durante un fallo del sistema de apuntado.
La nave regresó el 9 de febrero de 1975, aterrizando a 110 km al noreste de Tselinograd.

## Tripulación
- Aleksei Gubarev (Comandante)
- Georgi Grechko (Ingeniero de vuelo)

## Tripulación de respaldo
- Vasili Lazarev (Comandante)
- Oleg Makarov (Ingeniero de vuelo)

## Tripulación de reserva
- Pyotr Klimuk (Comandante)
- Vitali Sevastyanov (Ingeniero de vuelo)